# Maróti Gábor (színművész)
Maróti Gábor (Budapest, 1947. július 1. – 2010. november 1.) magyar színész.

## Életpályája
1973-ban a Színház- és Filmművészeti Főiskolán elvégzése után a Nemzeti Színházhoz szerződött. 1978-tól a Miskolci Nemzeti Színház, 1979-től a Szegedi Nemzeti Színház, 1980–1982 között a kecskeméti Katona József Színház tagja volt. 1983–86-ban szabadfoglalkozású, ezután egy-egy évadot töltött a győri Kisfaludy Színházban és a Nemzeti Színházban. 1990 óta ismét szabadfoglalkozású színművész. 2010 novemberében hunyt el 63 évesen.

## Főbb színházi szerepei
- William Shakespeare – Giovanni Boccaccio: Renesszánsz Erósz... Petrucchio
- Tennessee Williams: A vágy villamosa... Stanley
- Carlo Goldoni: A chioggai csetepaté... Beppe
- Peter Weiss: Hölderlin... Hiller Schmied
- Anton Pavlovics Csehov: Leánykérés... Lomov
- Jean Anouilh: Becket vagy isten becsülete... II. Henrik; Lajos király
- Hubay Miklós: Tüzet viszek... Ákos
- Peter Shaffer: Lettice és Lotte... Magabiztos úr
- Vörösmarty Mihály: Czillei és a Hunyadiak... Hunyadi Mátyás
- Palotai Boris: Szigorú szerelmesek... András

## Rendezése
- William Shakespeare – Giovanni Boccaccio: Renesszánsz Erósz

## Filmes és televíziós szerepei
- Mit járkálsz meztelenül?
- 0 óra 0 perc
- Jövedelmező állás
- Prés (1971)
- A törökfejes kopja (1974)
- Makra (1974)
- Az idők kezdetén (1975)
- Beszterce ostroma (1976)
- Szabó Magda: Az a szép fényes nap (színházi előadás televíziós felvétele, 1976)
- Állványokon (1977)
- A zöldköves gyűrű (1977)
- Dóra jelenti (1978)
- A ménesgazda (1978)
- Valahol Oroszországban (1982)
- Vereség (1984)
- Szellemidézés (1984)
- A fekete kolostor (1986)
- Bolondmalom  (1986)
- Vörösmarty Mihály: Czillei és a Hunyadiak (színházi előadás televíziós felvétele, 1988)
- A cár őrültje (1991)
- Kisváros

- Erős sodrás című rész (1998)